# 질 엘리스
질리언 앤 엘리스(영어: Jillian Anne Ellis, 1966년 9월 6일 ~ )는 미국의 잉글랜드 출신 전직 여자 축구 선수 겸 여자 축구 감독이다.

## 생애
1984년부터 1987년까지 윌리엄 & 메리 칼리지 산하 여자 축구단인 윌리엄 & 메리 트라이브에서 공격수로 활약했다. 1988년 윌리엄 & 메리 칼리지에서 영국 문학 문학사 학위를 받았으며 노스캐롤라이나 주립 대학교로부터 기술문서 작성과 석사 학위를 받았다.
미국 축구 연맹으로부터 A급 코치 라이센스를 받은 뒤부터 미국의 여러 대학 산하 여자 축구단에서 코치와 감독으로 일했다. NC 스테이트 울프팩(NC State Wolfpack, 1988년 ~ 1990년), 메릴랜드 테러핀스(Maryland Terrapins, 1994년 ~ 1996년), 버지니아 캐벌리어스(Virginia Cavaliers, 1996년 ~ 1997년)에서 보조 코치를 역임했으며 일리노이 파이팅 일라이나이(Illinois Fighting Illini, 1997년 ~ 1999년), UCLA 브루인스(UCLA Bruins, 1999년 ~ 2010년)의 감독을 역임했다. 그 외에 미국 여자 U-21 축구 국가대표팀 감독(2000년, 2005년), 미국 여자 U-20 축구 국가대표팀 감독(2007년, 2009년 ~ 2010년), 미국 여자 축구 국가대표팀 보조 코치(2008년, 2011년 ~ 2012년)를 역임했고 2010년에는 미국 축구 연맹 개발국장으로 위촉되었다.
2014년 5월에는 미국 여자 축구 국가대표팀 감독으로 임명되었고 캐나다에서 개최된 2015년 FIFA 여자 월드컵에서 미국의 통산 3번째 FIFA 여자 월드컵 우승에 공헌했다. 2016년 1월 11일에 열린 2015년 FIFA 발롱도르 시상식에서는 FIFA 올해의 여자 축구 감독으로 선정되는 영예를 안았다. 2016년 리우데자네이루 하계 올림픽에 참가한 미국 여자 축구 국가대표팀의 감독을 역임했지만 미국은 스웨덴과의 8강전에서 승부차기 끝에 패배하면서 탈락했다.
프랑스에서 개최된 2019년 FIFA 여자 월드컵에서 미국의 통산 4번째 FIFA 여자 월드컵 우승에 공헌했고 2019년 FIFA 올해의 여자 축구 감독으로 선정되는 영예를 안았다. 2019년 7월 30일에는 미국 축구 연맹이 질 엘리스가 미국 여자 축구 국가대표팀 감독에서 물러나는 대신에 미국 축구 연맹의 홍보 대사로 임명되었다고 밝혔다.

## 같이 보기
- 비토리오 포초